# Bùi Thị Minh Hoài
Bùi Thị Minh Hoài (sinh ngày 12 tháng 1 năm 1965) là một chính khách người Việt Nam. Bà hiện là Ủy viên Bộ Chính trị khóa XIII, Bí thư Thành ủy Hà Nội, Ủy viên Trung ương Đảng khóa XI, XII, XIII, Trưởng đoàn Đại biểu Quốc hội Việt Nam khóa XV đơn vị Thành phố Hà Nội, Đại biểu Quốc hội khóa XV tỉnh Đắk Lắk. Bà đồng thời cũng là nữ Bí thư Thành ủy đầu tiên của Thành ủy Hà Nội.
Bà Hoài gia nhập Đảng Cộng sản Việt Nam vào ngày 19 tháng 1 năm 1991 với trình độ lý luận chính trị cao cấp và là Thạc sĩ, Cử nhân Luật. Bà có quá trình công tác chính trị xuất phát từ tỉnh Nam Hà, rồi sau đó là tỉnh Hà Nam sau khi địa phương này được tách ra vào năm 1996. Bà là Ủy viên Dự khuyết Trung ương Đảng khóa X (2006-2011). Năm 2009, khi đang là Ủy viên Thường vụ Tỉnh ủy Hà Nam, Bí thư Thành ủy Phủ Lý bà được bầu làm Phó Chủ tịch Thường trực Trung ương Hội Nông dân Việt Nam. Năm 2011, bà làm Phó Chủ nhiệm (2011-2018) rồi Phó Chủ nhiệm Thường trực Ủy ban Kiểm tra Trung ương (2018-2021). Tại Đại hội Đảng khóa XIII (2021), bà được bầu vào Ban Bí thư (2021-2024), được phân công làm Trưởng Ban Dân vận Trung ương. Khi được bầu bổ sung vào Bộ Chính trị khóa XIII, bà là nữ Ủy viên đương nhiệm duy nhất.

## Xuất thân và giáo dục
Bùi Thị Minh Hoài sinh ngày 12 tháng 1 năm 1965 tại xã Thanh Tân, huyện Thanh Liêm, tỉnh Hà Nam (nay là xã Thanh Lâm, tỉnh Ninh Bình). Bà vào Đảng Cộng sản Việt Nam vào ngày 19 tháng 1 năm 1991 với trình độ lý luận chính trị cao cấp và là Thạc sĩ, Cử nhân Luật.

## Sự nghiệp

### Từ địa phương đến trung ương
Bắt đầu từ tháng 8 năm 1988, Bùi Thị Minh Hoài được phân công giữ chức cán bộ, Thanh tra cấp I rồi sau đó Phó Chánh Thanh tra cho đoàn Thanh tra thành phố Nam Định thuộc tỉnh Nam Hà kể từ tháng 7 năm 1995. Đến tháng 1 năm 1997, bà giữ chức Trưởng phòng Tổ chức – Hành chính – Tổng hợp, Thanh tra viên cấp II cho tỉnh Hà Nam sau khi tỉnh Nam Hà được tách ra làm hai tỉnh Hà Nam và Nam Định. Đến tháng 10 năm 1998, bà được tín nhiệm giữ chức Kiểm tra viên chính thuộc Cơ quan Ủy ban Kiểm tra Tỉnh ủy Hà Nam rồi sau đó trở thành Ủy viên Ban chấp hành Đảng bộ tỉnh, Phó Chủ nhiệm Ủy ban Kiểm tra Tỉnh ủy Hà Nam cho đến hết tháng 4 năm 2004. Trong thời gian sau đó, kể từ tháng 5 năm 2004 cho đến tháng 2 năm 2006, bà tiếp tục công tác tại Hà Nam với các chức danh như Ủy viên Ban Chấp hành Đảng bộ tỉnh, Ủy viên Đảng đoàn, Phó Chủ tịch Hội đồng nhân dân tỉnh.
Đến tháng 2 năm 2006, bà kiêm nhiệm Ủy viên Ban Thường vụ Tỉnh ủy, Trưởng Ban Dân vận Tỉnh ủy. Đồng thời, trong khoảng thời gian giữ các chức vụ ở địa phương, bà còn được bầu vào Ủy viên dự khuyết Trung ương Đảng khóa X vào tháng 4 năm 2006. Đến tháng 9 năm 2008, bà tiếp tục nằm trong Ban Thường vụ Tỉnh ủy và giữ chức Bí thư Thành ủy Phủ Lý tỉnh Hà Nam cho đến tháng 3 năm 2009. Từ giai đoạn này, bà tham gia vào Ủy viên Đảng đoàn, Phó Chủ tịch Thường trực Ban Chấp hành Trung ương Hội Nông dân Việt Nam cho đến tháng 3 năm 2011.
Bắt đầu từ tháng 3 năm 2011, bà bắt đầu tham gia vào Trung ương Đảng với việc trở thành Ủy viên Trung ương Đảng Cộng sản Việt Nam trong khóa XI và XII, giữ chức Phó Chủ nhiệm Ủy ban Kiểm tra Trung ương, Phó Chủ nhiệm Thường trực Ủy ban Kiểm tra Trung ương, Ủy viên Ban Thường vụ Đảng ủy Khối các Cơ quan Trung ương rồi Bí thư Đảng ủy Cơ quan Ủy ban Kiểm tra Trung ương nhiệm kỳ 2010–2015. Trong Đại hội Đảng Cộng sản Việt Nam lần thứ XIII diễn ra vào đầu năm 2021, bà được tiếp tục tái cử Ủy viên Trung ương Đảng để đồng thời vào Ban Bí thư Trung ương Đảng Cộng sản Việt Nam. Theo Quyết định số 39-QĐNS/TW, Bộ Chính trị đã phân công bà giữ chức Trưởng Ban Dân vận Trung ương Đảng vào ngày 8 tháng 4 cùng năm. Có một giai đoạn ngắn từ tháng 2 đến tháng 3 năm 2021, trong lúc chờ nhận nhiệm vụ Trưởng Ban Dân vận Trung ương, bà đã giữ chức Bí thư Trung ương Đảng khóa XIII.
Cho đến tháng 6 năm 2021, Hội đồng bầu cử Quốc gia công bố bà trúng cử Đại biểu Quốc hội khóa XV tỉnh Đắk Lắk. Trong giai đoạn diễn ra đại dịch COVID-19 ở Việt Nam, ngày 25 tháng 8 năm 2021, Thủ tướng Phạm Minh Chính đã bổ nhiệm bà trở thành thành viên Ban Chỉ đạo Quốc gia phòng, chống dịch COVID-19 và đồng thời làm Trưởng Tiểu ban Dân vận, Ban Chỉ đạo Quốc gia phòng, chống dịch COVID-19.
Đến ngày 16 tháng 5 năm 2024, trong Hội nghị lần thứ 9 khóa XIII của Đảng Cộng sản Việt Nam, bà Hoài được bầu bổ sung vào Bộ Chính trị Việt Nam cùng với Lê Minh Hưng, Nguyễn Trọng Nghĩa và Đỗ Văn Chiến. Sau khi được bầu vào Bộ Chính trị, bà đồng thời trở thành nữ Ủy viên duy nhất nằm trong vị trí này.

### Bí thư Thành ủy Hà Nội
Đến ngày 17 tháng 7 năm 2024, theo Quyết định số 1379-QĐNS/TƯ của Bộ Chính trị do Nguyễn Quang Dương công bố, Bùi Thị Minh Hoài được chỉ định tham gia Ban Chấp hành Đảng bộ, Ban Thường vụ Thành ủy, giữ chức Bí thư Thành ủy Hà Nội nhiệm kỳ 2020–2025. Chức vụ của bà được kiện toàn sau khi ông Đinh Tiến Dũng bị cho thôi các chức vụ trong Đảng và Nhà nước. Đồng thời, bà cũng được cho thôi tham gia vào Ban Bí thư Trung ương Đảng khóa XIII, và Trưởng Ban Dân vận Trung ương. Trong buổi công bố quyết định, Thường trực Ban Bí thư Lương Cường cũng đã thay mặt cho Bộ Chính trị trao quyết định. Ông cũng cho biết việc trao quyết định này cho bà đã được "thảo luận kỹ lưỡng, cân nhắc chặt chẽ nhiều mặt" và "thống nhất rất cao". Tại đây, bà cũng đã bày tỏ sự vinh dự cũng như cam kết về việc sẽ "nỗ lực hết mình" trong quá trình công tác của mình. Đồng thời, trước đó, bà cũng đã gửi lời cảm ơn đến Bộ Chính trị, Tổng Bí thư Nguyễn Phú Trọng và các lãnh đạo của Đảng và Nhà nước khi tín nhiệm cho bà giữ chức vụ. Sau khi nhậm chức, bà trở thành nữ Bí thư Thành ủy đầu tiên của Thành phố Hà Nội.
Ngày 23 tháng 7 năm 2024, Ủy ban Thường vụ Quốc hội vừa ban hành Nghị quyết về việc chuyển sinh hoạt Đoàn đại biểu Quốc hội đối với bà Bùi Thị Minh Hoài, Ủy viên Bộ Chính trị, Bí thư Thành ủy Hà Nội.
Cụ thể, Nghị quyết quyết nghị bà Bùi Thị Minh Hoài chuyển sinh hoạt từ Đoàn đại biểu Quốc hội tỉnh Đắk Lắk đến Đoàn đại biểu Quốc hội thành phố Hà Nội.
Ngày 29 tháng 7 năm 2024, tại cuộc họp kiện toàn chức vụ Trưởng đoàn đại biểu Quốc hội, 100% đại biểu có mặt bầu bà Bùi Thị Minh Hoài làm Trưởng đoàn đại biểu Quốc hội khóa XV TP Hà Nội, nhiệm kỳ 2021 - 2026.
Ngày 06 tháng 8 năm 2024, tại Nghị quyết số 1123 của Ủy ban Thường vụ Quốc hội do Chủ tịch Quốc hội Trần Thanh Mẫn ký ban hành, đã phê chuẩn kết quả bầu Trưởng đoàn Đại biểu Quốc hội khóa XV TP Hà Nội.

Nhân sự được phê chuẩn bầu làm Trưởng đoàn Đại biểu Quốc hội là bà Bùi Thị Minh Hoài, Ủy viên Bộ Chính trị, Bí thư Thành ủy Hà Nội, Đại biểu Quốc hội khóa XV.